# Stor-Gårtjärnen
Stor-Gårtjärnen är en sjö i Örnsköldsviks kommun i Ångermanland och ingår i Moälvens huvudavrinningsområde. Sjön har en area på 0,0335 kvadratkilometer och ligger 226,1 meter över havet. Sjön avvattnas av vattendraget Gårbäcken.

## Delavrinningsområde
Stor-Gårtjärnen ingår i det delavrinningsområde (706085-162250) som SMHI kallar för Ovan Frättbäcken. Medelhöjden är 257 meter över havet och ytan är 5,67 kvadratkilometer. Det finns inga avrinningsområden uppströms utan avrinningsområdet är högsta punkten. Gårbäcken som avvattnar avrinningsområdet har biflödesordning 3, vilket innebär att vattnet flödar genom totalt 3 vattendrag innan det når havet efter 57 kilometer. Avrinningsområdet består mestadels av skog (90 procent). Avrinningsområdet har 0,09 kvadratkilometer vattenytor vilket ger det en sjöprocent på 1,5 procent.